# Летние Олимпийские игры 1936

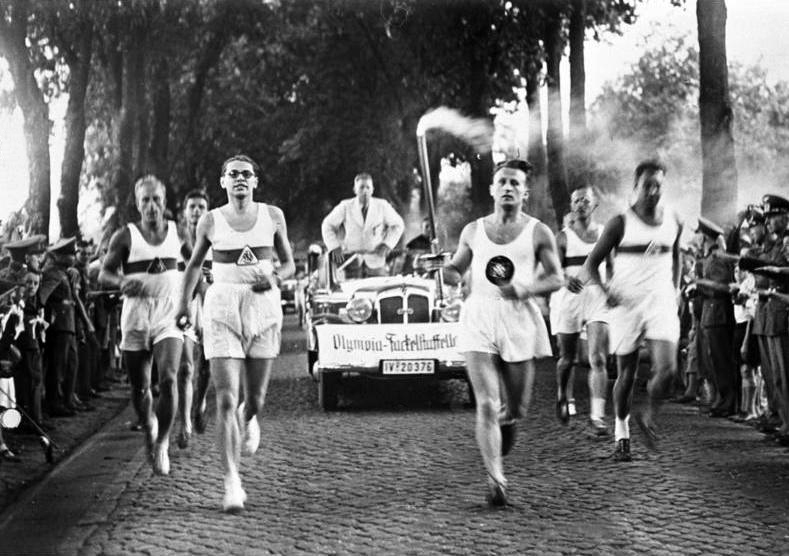
Олимпийский факел по дороге в Берлин

XI летние Олимпийские игры проводились в Берлине с 1 по 16 августа 1936 года. Последние Олимпийские игры перед Второй мировой войной. Соревнования по парусному спорту прошли в Киле. С 49 странами и 3961 атлетом эти Игры поставили новый рекорд по количеству участников. Самым выдающимся спортсменом Игр стал американец Джесси Оуэнс с 4 золотыми медалями. На церемонии открытия Игр была продолжена существующая с 1928 года традиция зажжения олимпийского огня.
По инициативе генерального секретаря оргкомитета Игр Карла Дима, согласно его пропагандистской идее, восходящей к греческому ритуалу лампадодромии,
впервые была проведена эстафета олимпийского огня. Огонь был доставлен из Олимпии бегунами, передающими факел, как эстафетную палочку. Этим было положено начало новой олимпийской традиции.
Открытие Олимпиады впервые транслировалось по телевидению в прямом эфире, а олимпийские соревнования стали материалом для создания документального фильма Лени Рифеншталь «Олимпия».

## Выбор столицы Олимпиады
В конце 20-х годов на право проведения летних Олимпийских игр 1936 года претендовали египетский город Александрия, испанская Барселона, столица Венгрии Будапешт, столица Аргентины Буэнос-Айрес, ирландская столица Дублин, финская столица Хельсинки, столица Бразилии Рио-де-Жанейро, итальянская столица Рим и Луизиана (США), а также немецкие города Берлин, Кёльн и Франкфурт-на-Майне. Решено было отдать предпочтение несостоявшейся столице VI Олимпийских игр 1916 года Берлину. Однако к моменту решающего выбора осталось 2 города, столица Германии Берлин и столица Каталонии Барселона. Было принято решение провести соревнования в Германии. Приход к власти в Германии национал-социалистической партии не повлиял на решение МОК.

## Страны-участницы
- Австралия
- Австрия
- Аргентина
- Афганистан
- Бельгия
- Бермуды
- Болгария
- Боливия
- Бразилия
- Великобритания
- Венгрия
- Германия
- Греция
- Дания
- Египет
- Индия
- Исландия
- Италия
- Канада
- Китайская Республика
- Колумбия
- Коста-Рика
- Латвия
- Лихтенштейн
- Люксембург
- Мальта
- Мексика
- Монако
- Нидерланды
- Новая Зеландия
- Норвегия
- Перу
- Польша
- Португалия
- Румыния
- США
- Турция
- Уругвай
- Филиппины
- Финляндия
- Франция
- Чехословакия
- Чили
- Швейцария
- Швеция
- Эстония
- ЮАС
- Югославия
- Япония

Это был рекорд для летних Игр. Впервые в играх участвовали: Афганистан, Бермуды, Боливия, Коста-Рика и Лихтенштейн. Однако Испания и Литва бойкотировали соревнования, проходившие в нацистской Германии, по политическим причинам.

## Количество медалей
| Общее количество медалей |                |        |         |        |       |
| №                        | Страна         | Золото | Серебро | Бронза | Всего |
| 1                        | Германия       | 33     | 26      | 30     | 89    |
| 2                        | США            | 24     | 20      | 12     | 56    |
| 3                        | Венгрия        | 10     | 1       | 5      | 16    |
| 4                        | Италия         | 8      | 9       | 5      | 22    |
| 5                        | Финляндия      | 7      | 6       | 6      | 19    |
| 6                        | Франция        | 7      | 6       | 6      | 19    |
| 7                        | Швеция         | 6      | 5       | 9      | 20    |
| 8                        | Япония         | 6      | 4       | 8      | 18    |
| 9                        | Нидерланды     | 6      | 4       | 7      | 17    |
| 10                       | Великобритания | 4      | 7       | 3      | 14    |

## Бойкот Олимпийских игр

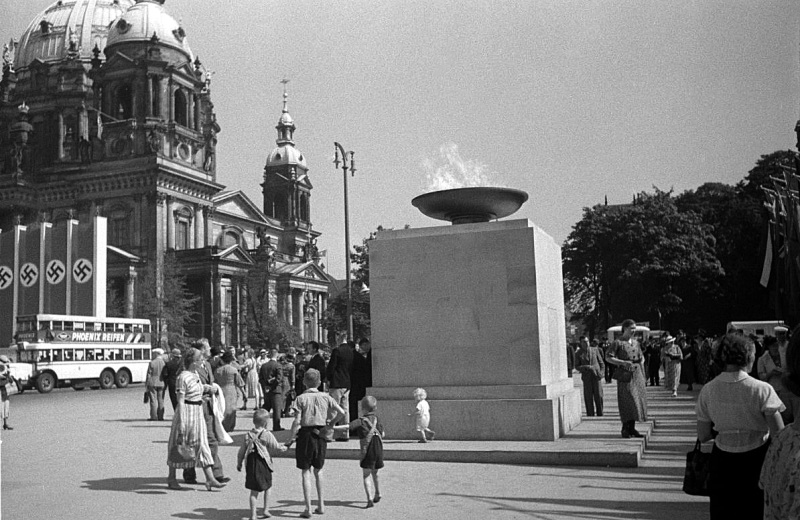
Олимпийский огонь XI Игр в Берлине (1936)

Берлин был избран местом проведения очередных XI Олимпийских игр в 1931 году — во времена Веймарской республики и за два года до прихода к власти в Германии национал-социалистов. В 1933 году по инициативе Американского атлетического союза стал всерьёз обсуждаться вопрос о переносе Олимпиады из столицы нацистской Германии в другую страну. Один из столпов национал-социализма — расизм — муссировался мировой прессой, возмущённо цитировавшей германскую пропаганду, уничижительно отзывавшуюся о «низших расах» — в частности, о темнокожих и евреях. Масла в огонь подливали и случаи увольнений евреев из германского спорта и околоспортивной бюрократии Германии.
И Международный олимпийский комитет не мог не отреагировать на поднятую волну негативного общественного мнения: в адрес председателя оргкомитета берлинской Олимпиады Карла фон Хальта был отослан соответствующий официальный запрос президента МОК. Фон Хальт в ответ сообщил следующее:
Если антигерманская пресса призывает вынести внутригерманские дела на олимпийский уровень, то это достойно всяческого сожаления и демонстрирует недружественное отношение к Германии в наихудшем из возможных вариантов. <...> Германия находится в самом разгаре национальной революции, которая характеризуется исключительной, невиданной прежде дисциплиной. Если в Германии и раздаются отдельные голоса, направленные на срыв Олимпийских игр, то они исходят из кругов, не понимающих, что такое олимпийский дух. Эти голоса не следует принимать всерьёз.
Однако в Париже в июне 1936 года состоялась Международная конференция в защиту олимпийских идей, громко объявившая о несовместимости олимпийских принципов и факта проведения Игр в тоталитарном расистском государстве. Участники конференции обратились ко всем людям доброй воли, разделяющим идеи олимпизма, с призывом о бойкоте Олимпиады в Берлине. Следом в США в Нью-Йорке был создан Совет борьбы за перенесение Олимпиады из Берлина в Барселону.
Впрочем, германская сторона тоже не сидела сложа руки. После демарша МОК с берлинских улиц были убраны юдофобские лозунги и объявления. Из мест общественного досуга временно были убраны таблички «евреи нежелательны», которые вернутся через несколько месяцев; негласный запрет для евреев всё же оставался в силе. В Рейх для личного ознакомления с состоянием германской физической культуры и массового спорта и ходом подготовки к Играм в августе 1935 года был приглашён недавно ушедший в отставку Почётный президент МОК Пьер де Кубертен. Он был настолько очарован увиденным, что собирался завещать нацистской Германии права на свои книги (более 12 тыс. страниц текста) и выступил с яркой речью по государственному радио Германии, в которой, в частности, назвал Гитлера «одним из лучших творческих духов нашей эпохи».
После парижской конференции противников берлинской Олимпиады и последовавших действий США МОК направил в Берлин специальную проверочную комиссию. Однако её члены в итоге также не усмотрели ничего, «что могло бы нанести ущерб олимпийскому движению», а глава комиссии, президент НОК США Эвери Брендедж сделал публичное заявление о том, что бойкот — это «чуждая духу Америки идея, заговор в целях политизировать Олимпийские игры», а «евреи должны понимать, что они не могут использовать Игры как оружие в их борьбе против национал-социалистов».

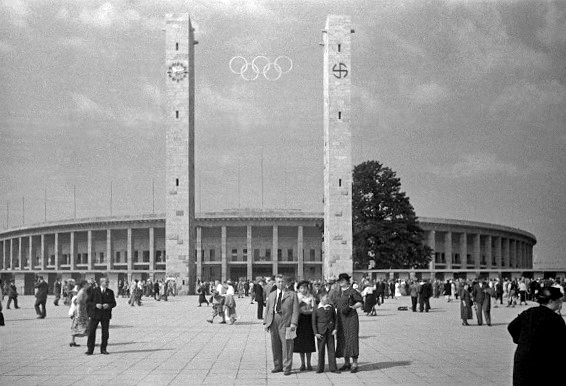
Олимпийский стадион в Берлине (1936)

Любопытно, что большинство афроамериканских атлетов США выступали за участие в берлинских Играх, считая, что полноценность своей расы разумнее доказывать непосредственно на олимпийских стадионах. Они не ошиблись: звездой Олимпиады стал, например, афроамериканец Джесси Оуэнс, завоевавший четыре золотые медали. Впоследствии он говорил, что никогда не удостаивался таких оваций, как в Берлине. Кроме того, против сторонников перенесения Игр в Барселону сыграл нараставший общественно-политический кризис в Испании, вскоре переросший в гражданскую войну и диктатуру Франсиско Франко.
Олимпиада в Берлине прошла практически без эксцессов, строго по намеченному плану и с небывалым размахом, демонстрируя высокий организационный уровень, что было использовано в интересах пропаганды национал-социализма, а германские спортсмены заметно обогнали сборную США по наградам. По количеству золотых, серебряных и бронзовых медалей Германия превзошла все остальные страны-участницы, а сборная Италии, союзницы нацистской Германии, первенствовала в футболе.
После Второй мировой войны совокупность предолимпийских действий МОК начала 1930-х годов была признана ошибочной, Международный олимпийский комитет принёс публичные извинения.

## Народная Олимпиада
На 19—26 июля 1936 года в Барселоне были запланированы альтернативные Олимпийские игры: Народная Олимпиада (исп. Olimpiada Popular). Было зарегистрировано 6000 спортсменов из 22 стран. Однако в это время в Испании началась гражданская война, и соревнования были отменены. Часть приехавших на соревнования спортсменов из других стран добровольцами приняли в ней участие.

## В искусстве
- документальный фильм «Олимпия» (1938, Германия)
- кинокомедия «Ас из асов» (1982, Франция)
- биографическая спортивная драма «Сила воли» (2016, США-Канада-Германия-Франция)
- драма «Вкус солнечного света» (1999, Венгрия)
- биографическая драма «Берлин 36» (2009, Германия)